# BFI 100
La BFI 100 è una lista dei cento migliori film britannici del XX secolo stilata dal British Film Institute nel 1999 attraverso un sondaggio rivolto a mille persone in rappresentanza dell'industria cinematografica in tutti i suoi aspetti (produttori, registi, sceneggiatori, attori, tecnici, esercenti, distributori, critici).

## Criteri
I partecipanti furono invitati a scegliere i più significativi film "culturalmente britannici" (quindi anche solo di parziale produzione nazionale, ma percepiti come britannici). Furono votati 820 differenti titoli.
La lista vuol essere un promemoria di quanti film britannici veramente grandi e senza tempo siano stati realizzati, e nel suo insieme copre un ampio spettro di esperienze, memorie, immagini ed emozioni. È intesa e presentata come il punto di partenza per una discussione, piuttosto che come una conclusione.

## I cento film
1. Il terzo uomo (The Third Man), regia di Carol Reed (1949)
2. Breve incontro (Brief Encounter), regia di David Lean (1945)
3. Lawrence d'Arabia (Lawrence of Arabia), regia di David Lean (1962)
4. Il club dei 39 (The 39 Steps), regia di Alfred Hitchcock (1935)
5. Grandi speranze (Great Expectations), regia di David Lean (1946)
6. Sangue blu (Kind Hearts and Coronets), regia di Robert Hamer (1949)
7. Kes, regia di Ken Loach (1969)
8. A Venezia... un dicembre rosso shocking (Don't Look Now), regia di Nicolas Roeg (1973)
9. Scarpette rosse (The Red Shoes), regia di Michael Powell ed Emeric Pressburger (1948)
10. Trainspotting, regia di Danny Boyle (1996)
11. Il ponte sul fiume Kwai (The Bridge on the River Kwai), regia di David Lean (1957)
12. Se... (If...), regia di Lindsay Anderson (1968)
13. La signora omicidi (The Ladykillers), regia di Alexander Mackendrick (1955)
14. Sabato sera, domenica mattina (Saturday Night and Sunday Morning), regia di Karel Reisz (1960)
15. Brighton Rock, regia di John Boulting (1947)
16. Carter (Get Carter), regia di Mike Hodges (1971)
17. L'incredibile avventura di Mr. Holland (The Lavender Hill Mob), regia di Charles Crichton (1951)
18. Enrico V (Henry V), regia di Laurence Olivier (1944)
19. Momenti di gloria (Chariots of Fire), regia di Hugh Hudson (1981)
20. Scala al paradiso (A Matter of Life and Death), regia di Michael Powell ed Emeric Pressburger (1946)
21. Quel lungo venerdì santo (The Long Good Friday), regia di John Mackenzie (1980)
22. Il servo (The Servant), regia di Joseph Losey (1963)
23. Quattro matrimoni e un funerale (Four Weddings and a Funeral), regia di Mike Newell (1994)
24. Whisky a volontà (Whisky Galore!), regia di Alexander Mackendrick (1949)
25. Full Monty - Squattrinati organizzati (The Full Monty), regia di Peter Cattaneo (1997)
26. La moglie del soldato (The Crying Game), regia di Neil Jordan (1992)
27. Il dottor Živago (Doctor Zhivago), regia di David Lean (1965) - produzione statunitense
28. Brian di Nazareth (Monty Python's Life of Brian), regia di Terry Jones (1979)
29. Shakespeare a colazione (Withnail and I), regia di Bruce Robinson (1987)
30. Gregory's Girl, regia di Bill Forsyth (1981)
31. Zulu, regia di Cy Endfield (1964)
32. La strada dei quartieri alti (Room at the Top), regia di Jack Clayton (1958)
33. Alfie, regia di Lewis Gilbert (1966)
34. Gandhi, regia di Richard Attenborough (1982)
35. La signora scompare (The Lady Vanishes), regia di Alfred Hitchcock (1938)
36. Un colpo all'italiana (The Italian Job), regia di Peter Collinson (1969)
37. Local Hero, regia di Bill Forsyth (1983)
38. The Commitments, regia di Alan Parker (1991)
39. Un pesce di nome Wanda (A Fish Called Wanda), regia di Charles Crichton (1988)
40. Segreti e bugie (Secrets & Lies), regia di Mike Leigh (1996)
41. Agente 007 - Licenza di uccidere (Dr. No), regia di Terence Young (1962)
42. La pazzia di Re Giorgio (The Madness of King George), regia di Nicholas Hytner (1994)
43. Un uomo per tutte le stagioni (A Man for All Seasons), regia di Fred Zinnemann (1966)
44. Narciso nero (Black Narcissus), regia di Michael Powell ed Emeric Pressburger (1947)
45. Duello a Berlino (The Life and Death of Colonel Blimp), regia di Michael Powell ed Emeric Pressburger (1943)
46. Le avventure di Oliver Twist (Oliver Twist), regia di David Lean (1948)
47. Nudi alla meta (I'm All Right Jack), regia di John Boulting (1959)
48. Sadismo (Performance), regia di Donald Cammell e Nicolas Roeg (1970)
49. Shakespeare in Love, regia di John Madden (1998)
50. My Beautiful Laundrette - Lavanderia a gettone (My Beautiful Laundrette), regia di Stephen Frears (1985)
51. Tom Jones, regia di Tony Richardson (1963)
52. Io sono un campione (This Sporting Life), regia di Lindsay Anderson (1963)
53. Il mio piede sinistro (My Left Foot), regia di Jim Sheridan (1989)
54. Brazil, regia di Terry Gilliam (1985)
55. Il paziente inglese (The English Patient), regia di Anthony Minghella (1996) - produzione statunitense
56. Sapore di miele (A Taste of Honey), regia di Tony Richardson (1961)
57. Messaggero d'amore (The Go-Between), regia di Joseph Losey (1971)
58. Lo scandalo del vestito bianco (The Man in the White Suit), regia di Alexander Mackendrick (1951)
59. Ipcress (The Ipcress File), regia di Sidney J. Furie (1965)
60. Blow-Up, regia di Michelangelo Antonioni (1966)
61. Gioventù, amore e rabbia (The Loneliness of the Long Distance Runner), regia di Tony Richardson (1962)
62. Ragione e sentimento (Sense and Sensibility), regia di Ang Lee (1995)
63. Passaporto per Pimlico (Passport to Pimlico), regia di Henry Cornelius (1949)
64. Quel che resta del giorno (The Remains of the Day), regia di James Ivory (1993)
65. Domenica, maledetta domenica (Sunday Bloody Sunday), regia di John Schlesinger (1971)
66. Quella fantastica pazza ferrovia (The Railway Children), regia di Lionel Jeffries (1970)
67. Mona Lisa, regia di Neil Jordan (1986)
68. I guastatori delle dighe (The Dam Busters), regia di Michael Anderson (1955)
69. Amleto (Hamlet), regia di Laurence Olivier (1948)
70. Agente 007 - Missione Goldfinger (Goldfinger), regia di Guy Hamilton (1964) - coproduzione britannico-statunitense
71. Elizabeth, regia di Shekhar Kapur (1998)
72. Addio, Mr. Chips! (Goodbye, Mr. Chips), regia di Sam Wood (1939)
73. Camera con vista (A Room with a View), regia di James Ivory (1985)
74. Il giorno dello sciacallo (The Day of the Jackal), regia di Fred Zinnemann (1973)
75. Mare crudele (The Cruel Sea), regia di Charles Frend (1952)
76. Billy il bugiardo (Billy Liar), regia di John Schlesinger (1963)
77. Oliver!, regia di Carol Reed (1968)
78. L'occhio che uccide (Peeping Tom), regia di Michael Powell (1960)
79. Via dalla pazza folla (Far from the Madding Crowd), regia di John Schlesinger (1967)
80. I misteri del giardino di Compton House (The Draughtsman's Contract), regia di Peter Greenaway (1982)
81. Arancia meccanica (A Clockwork Orange), regia di Stanley Kubrick (1971)
82. Voci lontane... sempre presenti (Distant Voices, Still Lives), regia di Terence Davies (1988)
83. Darling, regia di John Schlesinger (1965)
84. Rita, Rita, Rita (Educating Rita), regia di Lewis Gilbert (1983)
85. Grazie, signora Thatcher (Brassed Off), regia di Mark Herman (1996)
86. La rivale di mia moglie (Genevieve), regia di Henry Cornelius (1953)
87. Donne in amore (Women in Love), regia di Ken Russell (1969)
88. Tutti per uno (A Hard Day's Night), regia di Richard Lester (1964)
89. Gli incendi cominciarono (Fires Were Started), regia di Humphrey Jennings (1943)
90. Anni '40 (Hope and Glory), regia di John Boorman (1987)
91. My Name Is Joe, regia di Ken Loach (1998)
92. Eroi del mare (In Which We Serve), regia di Noël Coward e David Lean (1942)
93. Caravaggio, regia di Derek Jarman (1986)
94. The Belles of St. Trinian's, regia di Frank Launder (1954)
95. Dolce è la vita (Life is Sweet), regia di Mike Leigh (1990)
96. The Wicker Man, regia di Robin Hardy (1973)
97. Niente per bocca (Nil by Mouth), regia di Gary Oldman (1997)
98. Small Faces, regia di Gillies MacKinnon (1995)
99. Carry On up the Khyber, regia di Gerald Thomas (1968)
100. Urla del silenzio (The Killing Fields), regia di Roland Joffé (1984)

## Statistiche
- Il regista quantitativamente più presente nella lista è David Lean, con sette titoli (di cui tre nei primi cinque). A seguire con quattro titoli gli "Archers", Michael Powell ed Emeric Pressburger (Powell è presente in lista anche con un film diretto da solo), e John Schlesinger.
- L'attore più presente è Alec Guinness, con nove titoli. Seguono Michael Caine, con sette titoli, e Julie Christie con sei titoli.
- Per quanto riguarda la distribuzione cronologica, il decennio più rappresentato è quello degli anni sessanta, l'epoca del Free Cinema di Lindsay Anderson, Tony Richardson, Karel Reisz e John Schlesinger. Il film più vecchio è Il club dei 39 di Alfred Hitchcock, del 1935. I film più recenti sono Shakespeare in Love, Elizabeth e My Name Is Joe, tutti e tre risalenti al 1998.
- La lista, oltre a non presentare alcun film muto, include un solo documentario.